# Hovhannes Avtandilyan
Hovhannes Avtandilyan (Erevan, 15 febbraio 1978) è un tuffatore armeno.
Ha rappresentato l'Armenia ai Giochi olimpici estivi di Atlanta 1996 e Sydney 2000.